# Bersin
Bersin – polski herb szlachecki, nadany w Królestwie Polskim.

## Opis herbu
Na tarczy dwudzielnej w pas w polu górnym, czerwonym, chusta (nałęczka) biała związana, okrąg tworząca (jak w herbie Nałęcz), po bokach jej po gwieździe sześcioramiennej złotej. W polu dolnym, złotym, koń biały z czarnym popręgiem (jak w herbie Starykoń).
W klejnocie nad hełmem w koronie trzy pióra strusie, a na nich skrzyżowane kotwica i siekiera złote.

## Najwcześniejsze wzmianki
Nadany 21 kwietnia 1847 Franciszkowi Berskiemu, generałowi inżynierów komunikacji lądowej i wodnej.

## Herbowni
Berski.